# 14135 Синтіаланґ
14135 Синтіаланґ (14135 Cynthialang) — астероїд головного поясу, відкритий 14 вересня 1998 року.
Тіссеранів параметр щодо Юпітера — 3,466.